# Добове коло богослужінь
Добове́ ко́ло богослужі́нь у православ'ї — цикл регулярних спільнотних богослужінь, здійснюваних протягом доби.
Згідно з уставом, початок нового церковного дня, за старозавітними традиціями — єврейським місячним календарем, заведено лічити з вечора — приблизно з моменту заходу Сонця за обрій. За візантійським літочисленням, доба поділяється на 12 денних годин (од світанку до заходу сонця) і на 12 нічних годин (від заходу до світанку), що групуються в чотири денні сторожі та чотири сторожі нічні.
Добове коло складають наступні богослужіння:
- Мала вечірня (церк.-слов. малаѧ вечернѧ) — перше богослужіння прийдешнього дня. Нині збереглася лише в монастирській практиці та займає місце звичайної вечірні, коли правиться Всенічна. У такі дні звичайна «повна» вечірня відбувається пізніше та поєднується з утренею, а її звичайне місце в часі займає мала вечірня. Являє собою скорочення повсякденної вечірні: пропускаються світильничні молитви, усі єктенії (крім сугубої), кафизма; скорочено прокимен і стихири на «Господи, візвав».
- Вечірня (церк.-слов. вечернѧ) — зазвичай починає чергу богослужінь кожного дня. Проте окремі молитви початку вечірні стосуються ще до попереднього (плинного) дня, наприклад, прокимен великий.
- Литія — моління в притворі храму. Повинна прилучатися до великої вечірні (так само до великого повечір'я напередодні деяких дванадесятих свят) під час Всенічного бдіння. За Типиком після литії має бути друга вечірня — остання в цей день вечеря благословенними на литії п'ятьма хлібами, пшеницею, вином та єлеєм. У цей час читаються послання апостолів, святоотцівські повчання, житія. У дні, коли немає Літургії, наприклад у Великий піст, після вечірні, так само в притворі, буває Литія про покійних. Заупокійна литія може служитися й після 1-го часу (міжчасся 1-го часу).
- Повечір'я (церк.-слов. повечеріє) може бути або великим, або малим. У сучасній парафіяльній практиці правиться рідко — після вечірні (за уставом — після чернечої вечері). Іноді вичитується келійно (в домашніх молитвах). На Світлій седмиці замінюється Великоднім часом. У нинішній час повечір'я зазвичай замінюється вечірніми молитвами.
- Опівнічниця (церк.-слов. полꙋношница) буває повсякденна, суботня, недільна, святкова та великодня. Як і повечір'я, виключається при здійсненні Всенічної, іноді вичитується келійно, а на Світлій седмиці замінюється Великоднім часом. На парафії зазвичай правиться лише Великодня опівнічниця раз на рік (у великодню ніч перед хресним ходом). У монастирях опівнічниця часто поєднується з Братським молебнем на початку дня.
- Рання (церк.-слов. оутренѧ) — найтриваліша служба добового кола — в часи гонінь нічне та ранішнє богослужіння християн було найбезпечнішим. У нинішній час рання може бути повсякденна, шестерична, славослівна, полієлейна, бдінна, алилуйна (великопісна, заупокійна), великодня. Попри свою назву, рання в сучасній богослужбовій практиці Української православної церкви значно частіше провадиться не вранці, а ввечері — безпосередньо долучаючись до вечірні (або до литії), а до утрені пристає 1-й час.
- Перший час. Відповідає нашим 7 годинам ранку — освячує молитвою насталий день. Згадується нічна молитва Спасителя, невпинне ангельське славослів'я та предстояння Ісуса Христа на суді Каяфи.
  - Міжчасся Першого часу. Міжчасся відправляються тільки в будні дні Петрового, Успінського та Пилипівського постів.
- Третій час — 9 година ранку — згадується суд Пілата над Христом і Зіслання Святого Духа на апостолів.
  - Міжчасся Третього часу
- Шостий час — полудень, 12 година дня — згадується гріхопадіння Адама та Розп'яття Христове.
  - Міжчасся Шостого часу
- Дев'ятий час — 15 година дня — згадується Хресна смерть Господа Ісуса Христа.
  - Міжчасся Дев'ятого часу
- Літургія, як і всі вищенаведені богослужіння, може провадитися тільки один раз на добу, але стоїть осторонь, ніби поза часом, і теоретично, не входить у добове коло богослужінь, хоч і є його вершиною. В нинішній час літургія правиться або після Шостого часу, або поєднується з вечірнею (водночас перша частина вечірні відокремлює собою першу частину Літургії оголошених — зображальні). Початково Літургія служилася у вечірній час (Тайна Вечеря, вечері любові), пізніше — в часи гонінь — у нічний і ранішній час, а потому — вдень. Літургія передосвячених дарів завжди поєднується з вечірнею. На алилуйних службах (звичайно у Великий піст) зображальні правляться окремо від Літургії (одразу по Дев'ятім часі), а в деякі дні многоденних постів Літургію не впроваджено. Після повної Божественної Літургії за уставом належить чинити трапезу з Чином про Панагію.

| Православний хрест | Це незавершена стаття про православ'я. Ви можете допомогти проєкту, виправивши або дописавши її. |